# Коноплев, Николай Гаврилович
Николай Гаврилович Коноплев (ок. 1800 — 1855) — ориенталист, переводчик, владевший фарси, арабским и турецким языками.

## Биография
Николай Коноплев происходил из купеческой семьи. Поступил в Императорский Московский университет, учился у профессора восточных языков А. В. Болдырева. В 1825 году отделение словесных наук университета (Историко-филологический факультет Московского университета). С 1828 по 1832 года был в командировке в Санкт-Петербурге для изучения восточных языков. С 1834 года начал в Московском университете занятия со студентами по арабскому языку; поместил несколько статей в «Учёных записках» университета в 1834—1835 годах. В 1836 году в результате университетской реформы был уволен за штат. Наибольшее внимание Коноплев уделял исследованию творчества Саади.